# Bornem
Bornem (anciennement Bornhem) est une commune néerlandophone de Belgique située en Région flamande dans la province d'Anvers.

## Sections de la commune
| # | Section    | Superf. (km²) | Habitants (2020) | Habitants par km² | Code INS |
| - | ---------- | ------------- | ---------------- | ----------------- | -------- |
| 1 | Bornem     | 23,85         | 13.633           | 572               | 12007A   |
| 2 | Hingene    | 15,11         | 5.039            | 333               | 12007B   |
| 3 | Mariekerke | 2,24          | 2.213            | 986               | 12007C   |
| 4 | Weert      | 5,04          | 465              | 92                | 12007D   |

### Localités
Wintam, Eikevliet, Branst et Buitenland.

## Histoire
La seigneurie de Bornem a appartenu aux châtelains de Gand, qui l'avaient sans doute acquise par mariage. Au début du XIIIe siècle, les châtelains de Gand tiennent Bornem en fief du comte de Flandre. En 1250, Hugues II, époux de Marie de Gavere, vendit à la comtesse Marguerite la terre de Bornem, qui alla grossir le domaine allodial des comtes.
Gui de Dampierre, au moment où il désirait s'assurer la possession du château de Samson en même temps que celle du marquisat de Namur, céda Bornem avec Grammont à l'évêque de Liège, en 1263, pour le reprendre de lui en fief, et de la sorte l'alleu se trouvait être redevenu un arrière-fief de l'empire (et donc une partie de la Flandre impériale).
Pedro Coloma a acheté la seigneurie de Bornem en 1586. Elle sera érigée en baronnie en 1592. 
Jean-François Coloma, son petit-fils, troisième baron de Bornem, en deviendra le premier comte en 1658 : des lettres données à Madrid le 2 mai 1658 érigent la baronnie de Bornhem en comté au bénéfice de Jean-François Coloma, vicomte de Dourlens, seigneur de Bretel, Ternas, Allennes, issu de l'ancienne maison espagnole de Coloma.

## Héraldique
|  | La commune possède des armoiries qui lui ont été octroyées le 27 février 1940 et modifiées le 21 avril 1981. Les nouvelles armoiries combinent les armoiries ou les symboles des quatre municipalités qui forment maintenant la nouvelle ville de Bornem. Le premier quartier montre les vieille armoiries de Bornem. Pour faire correspondre les couleurs du quatrième quartier, les armoiries de Hingene, le champ était en argent au lieu d’or. Le deuxième quartier montre les armoiries de Mariekerke, qui n'avaient pas été officiellement accordées. Le quatrième quartier montre un lion pour Weert. Les armoiries de Bornem apparaissent déjà sur des images du XVIIe siècle et sur le sceau local datant du début du XVIIIe siècle. La signification de la barre rouge n'est pas claire. Il a été mentionné que la ville utilisait une bannière aux mêmes couleurs à l'époque médiévale. Il a également été mentionné comme les armoiries des comtes de Béthune. Le château symbolise le château local qui a été construit par les Romains. Blasonnement : Écartelé: 1. D'argent à la fasce de gueules, une tour d'azur brochant sur le tout. 2. D'azur à un poisson d'argent posé en pal et accompagné de deux fleurs de lys d'or. 3. D'azur à un lion fascé d'argent et de gueules de 7 pièces, armé, lampassé et couronné d'or. 4. De gueules au chef d'argent chargé de trois merlettes du champ. Source du blasonnement : Heraldy of the World. |

## Démographie

### Évolution démographique: Avant la fusion des communes
- Sources : INS, Rem. : 1831 jusqu'en 1970 = recensements, 1976 = nombre d'habitants au 31 décembre[6].

### Évolution démographique: Commune fusionnée
Graphe de l'évolution de la population de la commune (la commune de Bornem étant née de la fusion des anciennes communes de Bornem, d'Hingene, de Mariekerke et de Weert, les données ci-après intègrent les quatre communes dans les données avant 1977.
- Source : DGS - Remarque: 1806 jusqu'à 1981=recensement; depuis 1990=nombre d'habitants chaque 1er janvier[7]

## Patrimoine
- Abbaye Saint-Bernard de Bornem
- Château d'Ursel, à Hingene

## Personnalités liées à la commune
- Pedro Coloma (1556-1621), 1er baron de Bornem.
- Albert Sercu (1918-1978), cycliste.
- Marc Van Ranst (1965-), virologue, né à Bornem.